# Alkonost
Pour les articles homonymes, voir Alkonost (homonymie).

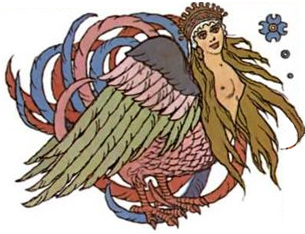
L'Alkonost d'Ivan Bilibine.

L’Alkonost (en russe : Алконост) est une créature mythologique slave que l’on trouve plus particulièrement dans les légendes russes. Elle a la tête et le buste d’une très belle femme et le corps d’un oiseau. Elle est un des oiseaux prophétiques du folklore russe avec Sirin et Gamayun. Le nom Alkonost vient du demi-dieu grec Alcyone transformé par les dieux en martin-pêcheur. Elle est aussi associée au dieu du soleil Khors.
L'Alkonost est magique. Par exemple, durant les 6 à 7 jours où elle couve ses œufs sur la côte, la mer et le temps restent calmes et le vent faible remplace la tempête. Le chant triste et magique de sa voix est si beau et doux qu’il fait tout oublier à celui qui l’écoute.
Pour l'Église orthodoxe russe, l’Alkonost personnifie la volonté de Dieu. Elle vit au paradis, mais entre dans notre monde pour livrer un message. À la différence de Sirin, l’Alkonost n’est pas considérée comme une créature maléfique.

## L'Alkonost au travers de l'art russe
Dans l'un des opéras de Rimski-Korsakov intitulé La légende de la ville invisible de Kitež, l'Alkonost apparaît plusieurs fois. Alkonost et Sirin sont les oiseaux du paradis qui ont la tâche d’annoncer la mort à la Vierge Févronie et de la guider à la vie éternelle. 
L'Alkonost intervient ainsi avec Sirin sur l'un des personnages les plus complexes de l'opéra, Fevronia « qui incarne l'idéal d'une foi vécue. Les oiseaux du paradis soulignent en effet son mérite car elle a su garder et offrir à Dieu ces trois qualités qui sont équivalentes aux trois vertus théologales (acte IV) : » 
« Tu as offert au Dieu de lumière

ces trois dons sauvegardés :

douceur de colombe,

amour vertueux,

larmes de mansuétude. »
Dans un des thèmes de recherche intitulé « L’image du peuple transfiguré », « Fevronia s’assoupit et se réveille aux portes de la cité céleste, où l’attend le prince Vsevolod. Avertie par l’oiseau Alkonost de sa mort toute proche, elle l’attend en servante du Seigneur » :
« Ayant vu de tels miracles,

je n’ai plus peur de mourir,

et ne regrette guère mon existence orpheline. »
On le retrouve aussi bien dans la littérature que dans les loubki ou bien encore dans les motifs décoratifs d'architecture en bois.
Dans sa cosmographie chrétienne bouddhiste ésotérique Roza Mira, Daniil Andreev maintient que Sirin, Alkonost et Gamayun se sont transformés en archanges au Paradis.
Viktor Vasnetsov a réalisé en 1896 une peinture de cet oiseau mythique : « Les oiseaux de la joie et du chagrin ».

## Galerie

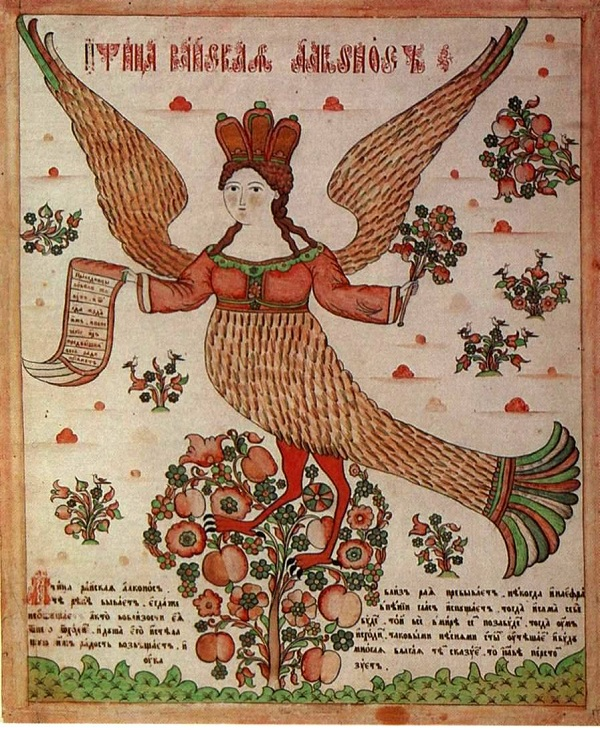
Loubok, image populaire russe.
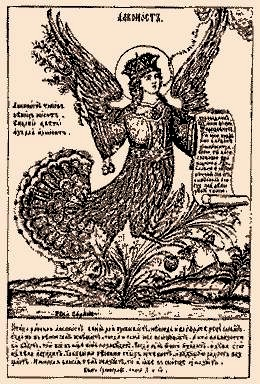
Carte postale, 1908.
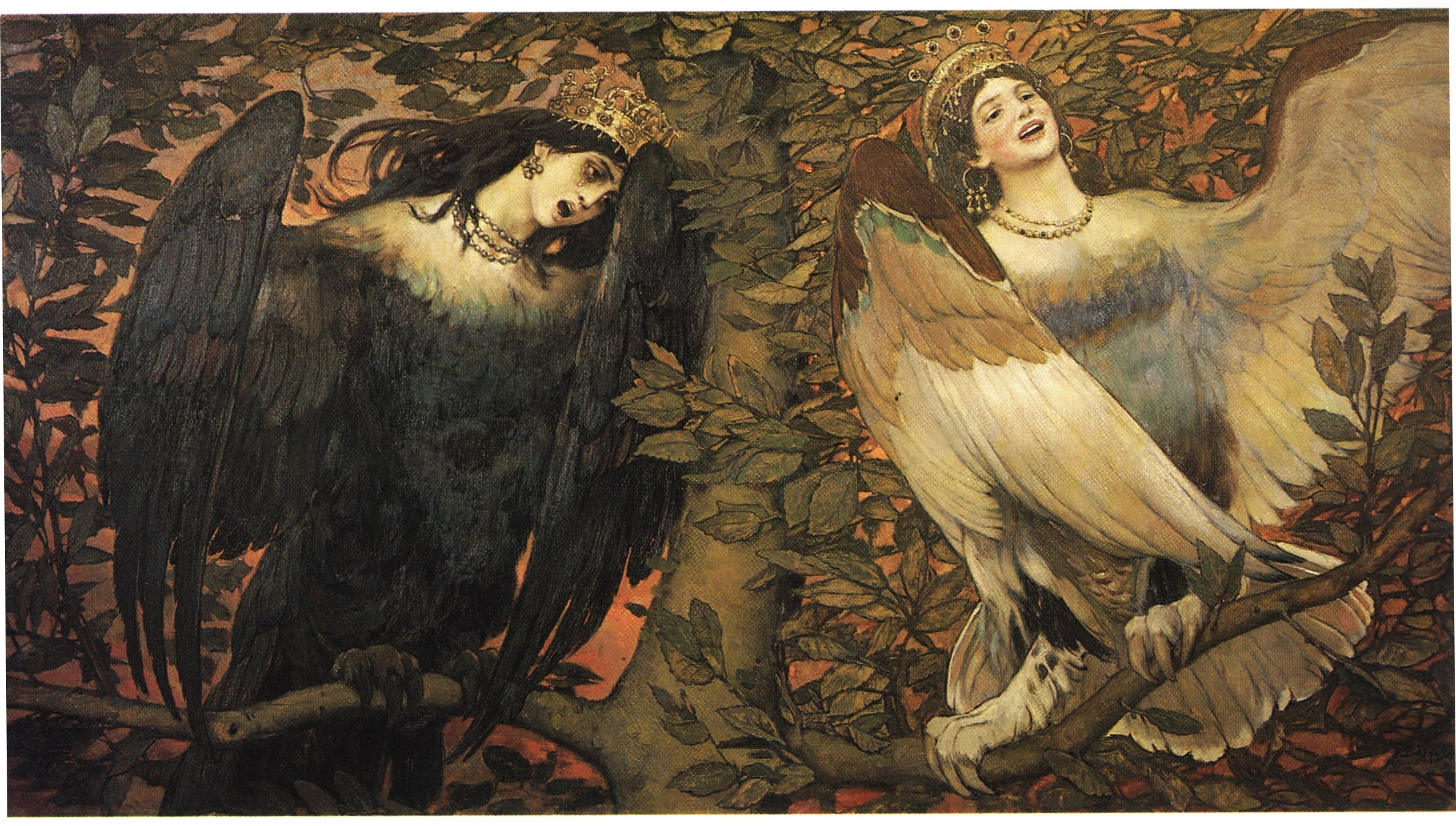
Sirin (gauche) et l'Alkonost (droite) par Viktor Vasnetsov : Les oiseaux de la joie et du chagrin (1896).